# Ünal Noyan
Ünal Noyan (* 23. Februar 1993 in Erlenbach am Main) ist ein deutsch-türkischer Fußballspieler.

## Karriere

### Verein
Noyan spielte bis 2009 für den Nachwuchs von Viktoria Aschaffenburg und wechselte 2009 in die Nachwuchsabteilung des Istanbuler Vereins Fenerbahçe Istanbul. Seine Profikarriere startete er 2012 beim Istanbuler Drittligisten Alanyaspor. Die Saison 2013/14 beendete der Verein als Playoff-Sieger und stieg in die zweite Liga auf. Nachfolgend spielte er auf Leihbasis für Sakaryaspor und Erzin Belediyespor. Bei Alanyaspor war er nur noch in der Saison 2015/16. Danach wechselte er zurück nach Deutschland zum SV Vatanspor Aschaffenburg.

### Nationalmannschaft
Noyan spielte 2010 einmal für die türkische U-18-Nationalmannschaft.

## Erfolge
Mit Alanyaspor
- Playoff-Sieger der TFF 2. Lig und Aufstieg in die TFF 1. Lig: 2013/14